# Erich Krewet
Erich Krewet (* 5. Dezember 1900 in Barmen; † 13. Februar 1970 in Mölln) war ein deutscher kommunistischer Funktionär und Widerstandskämpfer gegen den Nationalsozialismus.

## In Marine und auf Seefahrt
Seit 1916 fuhr Erich Krewet als Marinesoldat zur See. 1918 gehörte er zu den Matrosen, die den Kieler Matrosenaufstand anzettelten und somit zum Ende des Deutschen Kaiserreichs beitrugen. 1920 trat Krewet in Barmen der USPD und später der KPD bei. Ab 1919 fuhr er weiter zu See und kehrte nur noch selten in seine Heimatstadt zurück.
Krewet arbeitete sich bis zum Bootsmann empor und engagierte sich gleichzeitig aktiv als kommunistischer Funktionär. Ab 1931 lebte er in Hamburg, war Politischer Leiter der Zelle Schifffahrt der KPD und im dortigen Interclub aktiv. Im April 1933 wurde er verhaftet und wegen „Hochverrats“ zu einem Jahr und neun Monaten Zuchthaus verurteilt. Nach seiner Entlassung kehrte er zunächst zurück nach Wuppertal, ging aber dann nach Antwerpen und heuerte dort auf einem Schiff nach Brasilien an. Im Dezember 1935 verließ er das Schiff jedoch, nachdem der Leiter der NSDAP-Gruppe an Bord ihn zwangsweise nach Deutschland bringen lassen wollte. Er heuerte auf einem norwegischen Schiff an und reiste in die USA.

## In den USA
Trotz erfolgreicher Aktionen – wie etwa eine effektvolle Störung eines Kongresses von deutsch-amerikanischen Nationalsozialisten in Buffalo – geriet Krewet in den USA innerhalb der kommunistischen Bewegung ins Abseits, da er nicht mit Kritik an den Strukturen in der dortigen Partei sparte. Schließlich trennte er sich von der KP und wurde im Deutsch-Amerikanischen Kulturverband (DAKV) aktiv. Ehrenpräsident dieses Verbandes war Thomas Mann, sein Ziel die Bekämpfung des Nationalsozialismus in den USA. Dabei kooperierte Krewet mit der Hollywood Anti-Nazi League. Auf seine Initiative hin rief die Maritime Union of Pacific (MUOP), eine Seeleute- und Hafenarbeitergewerkschaft, im August 1937 einen halbstündigen Generalstreik gegen die Unterdrückung der deutschen Gewerkschaften und für die Solidarität mit Arbeitern in Spanien auf. Gemeinsam mit der MUOP gelang es der DAKV, die Abberufung des deutschen Generalkonsuls in San Francisco, Manfred von Killinger, zu erreichen, der als einer der Drahtzieher des Mordes an Matthias Erzberger galt.
1939 wurde Erich Krewet wegen seiner politischen Aktivitäten verhaftet, 1941 als „feindlicher Ausländer“ interniert. 1942 wurde er entlassen mit der Auflage, sich nicht in Küstennähe niederzulassen; in den folgenden Jahren schlug er sich mit verschiedenen Arbeiten durch. 1956 kehrte er nach Deutschland zurück, wo er 1972 starb, ohne dass seine politischen Leistungen anerkannt wurden.
Die Exilforscherin Prof. Marta Mierendorff charakterisierte Krewet als „eine ganz wichtige, bisher unterschlagene Persönlichkeit des Exils […] der buchstäblich seinen Kopf hingehalten hat.“